# Museo della Lorena
Il Museo della Lorena, ubicato in parte nel Palazzo dei Duchi di Lorena,   è il museo storico della regione della Lorena, uno dei tre maggiori musei della città di Nancy, insieme al museo delle belle arti e al museo della scuola di Nancy. Con quasi 60 000 visitatori annui, la sua vocazione è quella di far scoprire la storia di questo territorio, dalla preistoria al XIX secolo, e far rivivere il passato ducale di questa regione, diventata francese nel 1766.
Il Palazzo dei Duchi di Lorena è oggetto di un vasto progetto di ristrutturazione e ampliamento. Di conseguenza, le collezioni permanenti sono state chiuse al pubblico dal 7 ottobre 2017. Tuttavia, il museo offre un programma fuori le mura e una visita alla chiesa dei Cordeliers.
All'origine della creazione del Museo della Lorena, ci fu la Società archeologica della Lorena, oggi Società di storia della Lorena e Museo della Lorena, creata nel 1848. Istituito da oltre 160 anni, nell'ex palazzo dei Duchi di Lorena, nel cuore del centro storico, presenta una varietà di collezioni su una superficie espositiva di 8 000 m2:
- collezione archeologica (preistoria, Gallia romana, merovingio e franco) istituita in particolare grazie a Jules Beaupré (curatore della sezione archeologica dal 1908 al 1921) ma anche con l'intervento di D.E. Olry;
- pittura, scultura (dal Medioevo al XIX secolo); grandi artisti della Lorena (Callot, La Tour, Bellange, Deruet, Girardet, Cyfflé, Guibald e altri);
- mobili (commissionati dai duchi, arti e tradizioni popolari);
- terracotta;
- arti grafiche;
- armi;
- argentiere (tesoro di Pouilly-sur-Meuse), ed altro ancora.

Il Museo è ora diviso in due siti storici vicini:
- il Palazzo Ducale (XVI-XIX secolo);
- il convento e la chiesa dei Cordeliers (XV secolo), che ospita in particolare le tombe dei duchi di Lorena, un punto di riferimento nella storia locale ed europea.

## Storia della costruzione

### Palazzo ducale
Il complesso ducale è oggi mutilato, nonostante imponenti vestigia del passato. Un castello medievale, di cui si sa pochissimo, ricostruito nel XIV secolo, sorgeva già sul sito dell'attuale palazzo. Quel poco che si conosce è dovuto a quanto rivelato dalla campagna di scavi condotta nel 2001 nel cortile del Museo. Questo castello non fu risparmiato durante le guerre di Borgogna e soffrì particolarmente durante gli assedi che Carlo il Temerario impose alla città ducale. Al suo ritorno vittorioso ai suoi domini, il Duca di Lorena René II non poté nemmeno restare, ci dice la "Cronaca di Lorena", "poiché [il cortile] era molto desolato, in diversi punti era stata presa della legna per riscaldare coloro che erano nella guarnigione."; ma fu solo alla fine del suo regno che René II decise di ricostruire completamente il castello, impresa continuata in gran parte da suo figlio, il duca Antoine, e dai suoi successori.
La parte meridionale del palazzo, ancora oggi visibile ai margini della Grande Rue, fu quindi costruita durante il regno di Antoine, in uno stile che combina le ultime influenze del gotico internazionale e gli inizi del Rinascimento in Lorena. Nell'ambito del progetto di ristrutturazione del Museo, i tetti e le facciate sono stati così restaurati tra il 2005 e il 2012.
L'ingresso principale avveniva attraverso il corpo di guardia, costruito nel 1511 - 1512 e molto ispirato a quello del Castello di Blois, poiché il duca Antoine aveva trascorso i suoi anni della gioventù alla corte di Luigi XII. È allo scultore Mansuy Gauvin, abituale artefice della Casa di Lorena, che dobbiamo la statua equestre del duca Antoine che adorna il monumento. L'originale, come lo stemma dei duchi, fu però distrutto durante la Rivoluzione francese e venne sostituito nel 1851 con una replica dello scultore Giorné Viard, il cui nome è ancora visibile sul basamento. L'autore o gli autori delle sculture “molto segnate dall'italianismo" (trofei di armi, fogliame stilizzato, conchiglie, ecc.) che decorano il resto del monumento sono sconosciuti, ma i motivi testimoniano la posizione del crocevia culturale occupato dalla Lorena rinascimentale in Europa. A sinistra del corpo di guardia, si trova la piccola "porta Masco", che prende il nome da un orso di proprietà del duca Leopoldo, che vi montava la guardia all'inizio del XVIII secolo. Oggi, l'ingresso principale del Museo della Lorena si trova un po' più in su sulla strada.

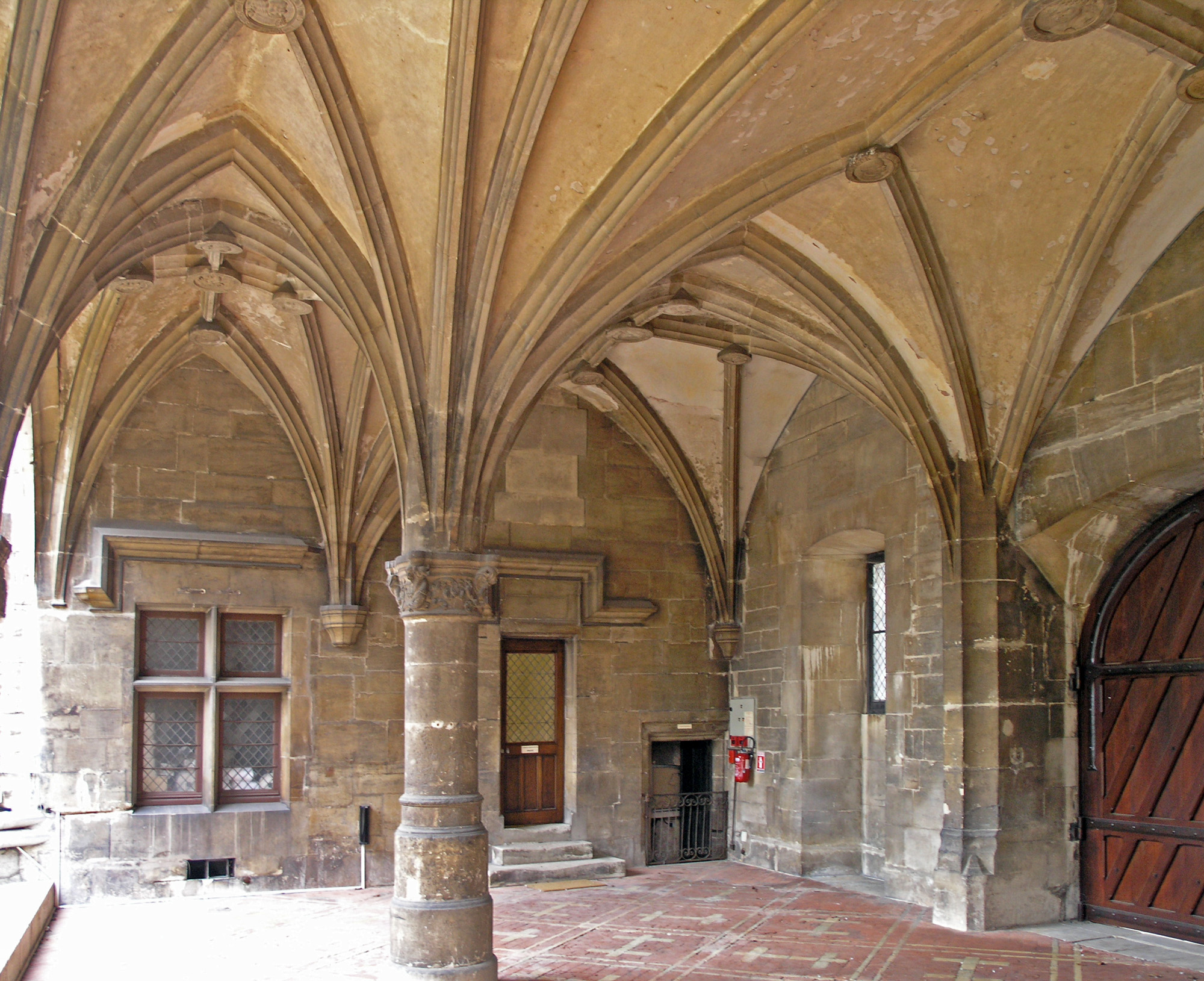
Vestibolo, dell'ex ingresso al Palazzo Ducale, Museo della Lorena.

Queste due porte, aperte durante i grandi eventi della vita culturale locale (Giornate europee del patrimonio ecc.) conducono al vecchio vestibolo del palazzo, coperto da quattro volte, le cui chiavi sono decorate con medaglioni contenenti i profili dei duchi René II e Antoine, con titoli e motto. La croce di Lorena, a terra, è posteriore (XIX secolo).
Sul lato cortile, la controfacciata poggia su arcate, la cui decorazione riecheggia quella del corpo di guardia (conchiglie, putti, fogliame, maschere, palmette, animali, eccetera). Dalla galleria si accede ad una torre quadrata, altra vestigia rinascimentale, detta Torre dell'Orologio, sormontata da una guglia acuminata recentemente restaurata e che ospita un'ampia scala a chiocciola che conduce in particolare alla grande Galerie des Cerfs al primo piano, dalla quale si può vedere il giardino dalle finestre in pietra. Questa galleria di 400 m2 è oggi la più grande del Museo e ospita regolarmente mostre temporanee. Ha preso il nome dal suo arredo, ora scomparso, completato nel 1524 da Hugues de la Faye, "ventitré pannelli sormontati da altrettanti medaglioni confrontano la vita di un cervo e quella di Cristo". Tuttavia, ci sono ancora i disegni dell'artista, conservati al Museo dell'Ermitage di San Pietroburgo.

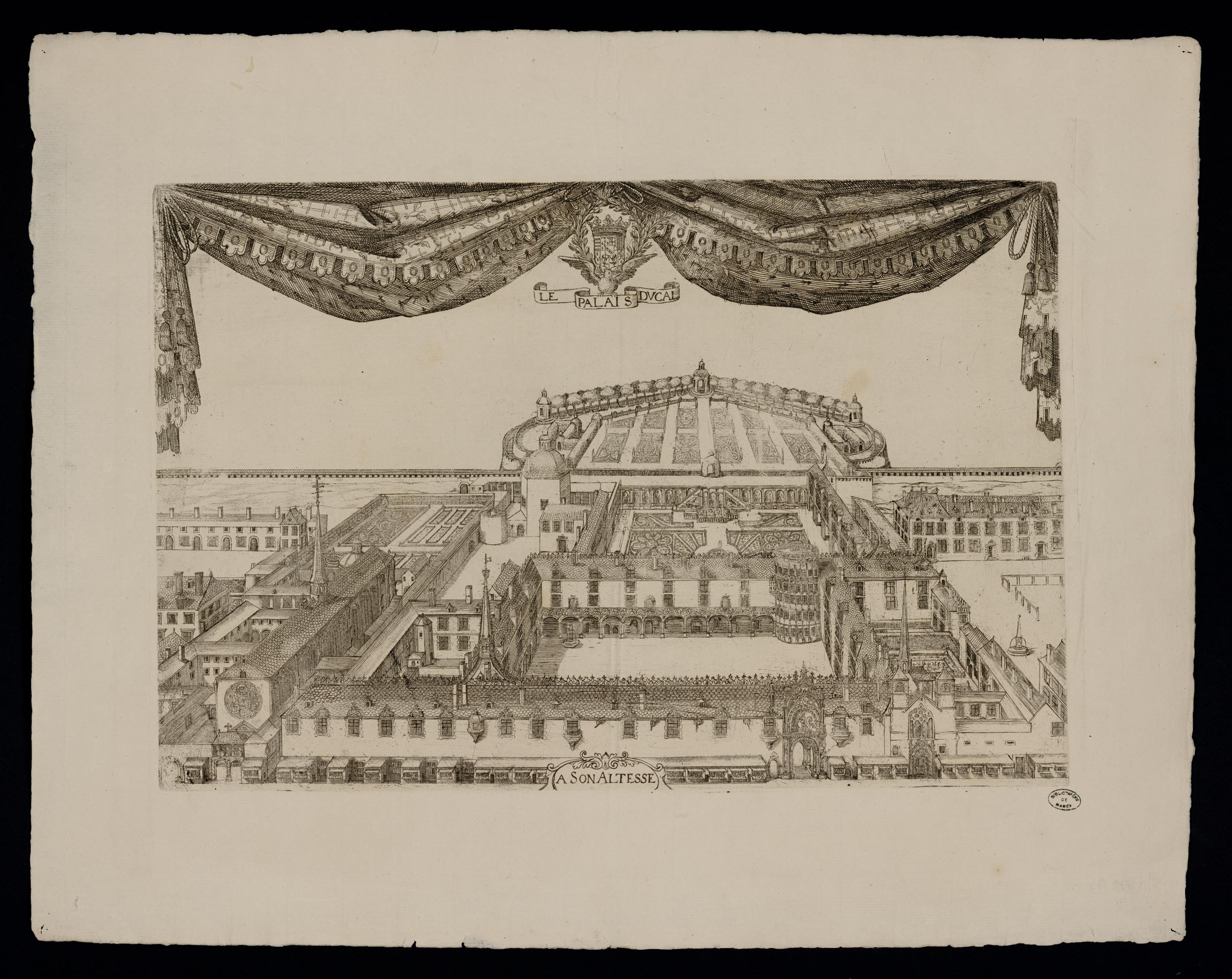
Vista cavaliera del Palazzo Ducale di Nancy, del XVII secolo, Claude Deruet, Museo della Lorena.

La parte settentrionale degli edifici, nel XIX secolo, venne adibita a sede di una gendarmeria, nella quale scoppiò un incendio accidentale il 17 luglio 1871. In seguito gli venne aggregata la parte rinascimentale nella quale si era stabilita la Società archeologica della Lorena circa due decenni prima, particolarmente testata e restaurata da Boeswillwald tra il 1872 e il 1875. Questo evento spiega in particolare le poche differenze di stile che si possono notare sul lato strada della parte settentrionale del Palazzo Ducale, ricostruito nel 1873 dall'architetto Prosper Morey. Sul lato giardino, l'architetto ha conservato la facciata neoclassica che dobbiamo al duca Leopoldo; una scuola elementare superiore occupò questi locali fino al 1935, prima che il Museo fosse ampliato nel 1937.
Il Museo espone l'originale di una vista cavaliera del Palazzo Ducale e dei suoi annessi che il pittore lorenese Claude Déruet, incise a metà del XVII secolo; si può osservare l'estensione del palazzo all'epoca del suo massimo splendore, la qualità dei giardini e delle aiuole e l'entità delle modifiche e distruzioni operate dal Duca Leopoldo, nel suo progetto di costruire, al posto del vecchio palazzo rinascimentale, un "nuovo Louvre". Questo progetto non fu mai realizzato, Leopoldo lasciò Nancy per il Castello di Lunéville, ed è in questo stato mutilato che il Palazzo Ducale è giunto fino a noi.
A nord-est il giardino è delimitato da una serie di edifici moderni, che ospitano la sala convegni, il laboratorio didattico e le collezioni archeologiche. Il progetto di ristrutturazione di quest'ultimo prevede però di sostituirli con una nuova ala completamente vetrata, progettata dall'agenzia Dubois &amp; Associés, che ha vinto il concorso internazionale di architettura lanciato per l'occasione.

### Chiesa dei Cordeliers
Dall'altra parte della piccola rue Jacquot, a nord del Palazzo Ducale, il complesso conventuale dei Cordeliers costituisce la seconda parte del Museo. Volendo celebrare la sua vittoria su Carlo il Temerario nella battaglia di Nancy del 1477, René II portò nella capitale ducale un ramo riformato dei francescani, dell'Osservanza, i "Cordeliers", che gli piaceva particolarmente. Le terre vennero acquistate, tra il 1485 e il 1486, e la chiesa fu costruita molto rapidamente e consacrata nel 1487. Appartenente alla parrocchia di Saint-Epvre, è ancora consacrata, il che è una caratteristica notevole all'interno di un museo europeo.
La chiesa oggi testimonia poco del suo passato splendore, avendo sofferto particolarmente durante la Rivoluzione francese. L'ornamento policromo era stato particolarmente curato, controbilanciando la semplicità della forma architettonica articolata su un'unica navata. Pur trattandosi di un documento di propaganda politica destinato a glorificare la Casa di Lorena, l'eccezionale serie di incisioni del servizio funebre del duca Carlo III ne dà una evidente traccia.
La chiesa ospita una serie di tombe, di cui solo due originali: quella di René II, costruttore del complesso conventuale, e quella del cardinale di Vaudémont. Al centro della navata e nelle cappelle laterali ci sono diverse tombe decorate con figure sdraiate, tutte trasferite da istituti religiosi locali, spesso soppressi. Sono presenti i monumenti funebri dei membri delle case di Lorena e Vaudémont, nonché alti funzionari della corte. Era consuetudine che gli aristocratici locali venissero sepolti il più vicino possibile al potere ducale e divino. Il famoso incisore Jacques Callot fu così sepolto con suo padre e suo nonno nel chiostro del convento. Lo testimonia una stele attualmente esposta nel Museo della Lorena.
A sinistra del coro, la cappella ducale, detta "cappella rotonda", voluta dal duca Carlo III come luogo di sepoltura unico per la famiglia di Lorena. I lavori iniziarono nel 1608 e proseguirono tra il XVII e il XVIII secolo. Recentemente restaurata, rivela un'elegante cupola che ricorda la Sagrestia Vecchia, la cappella medicea nella chiesa di San Lorenzo a Firenze, o la Rotonda del Valois a Saint-Denis.

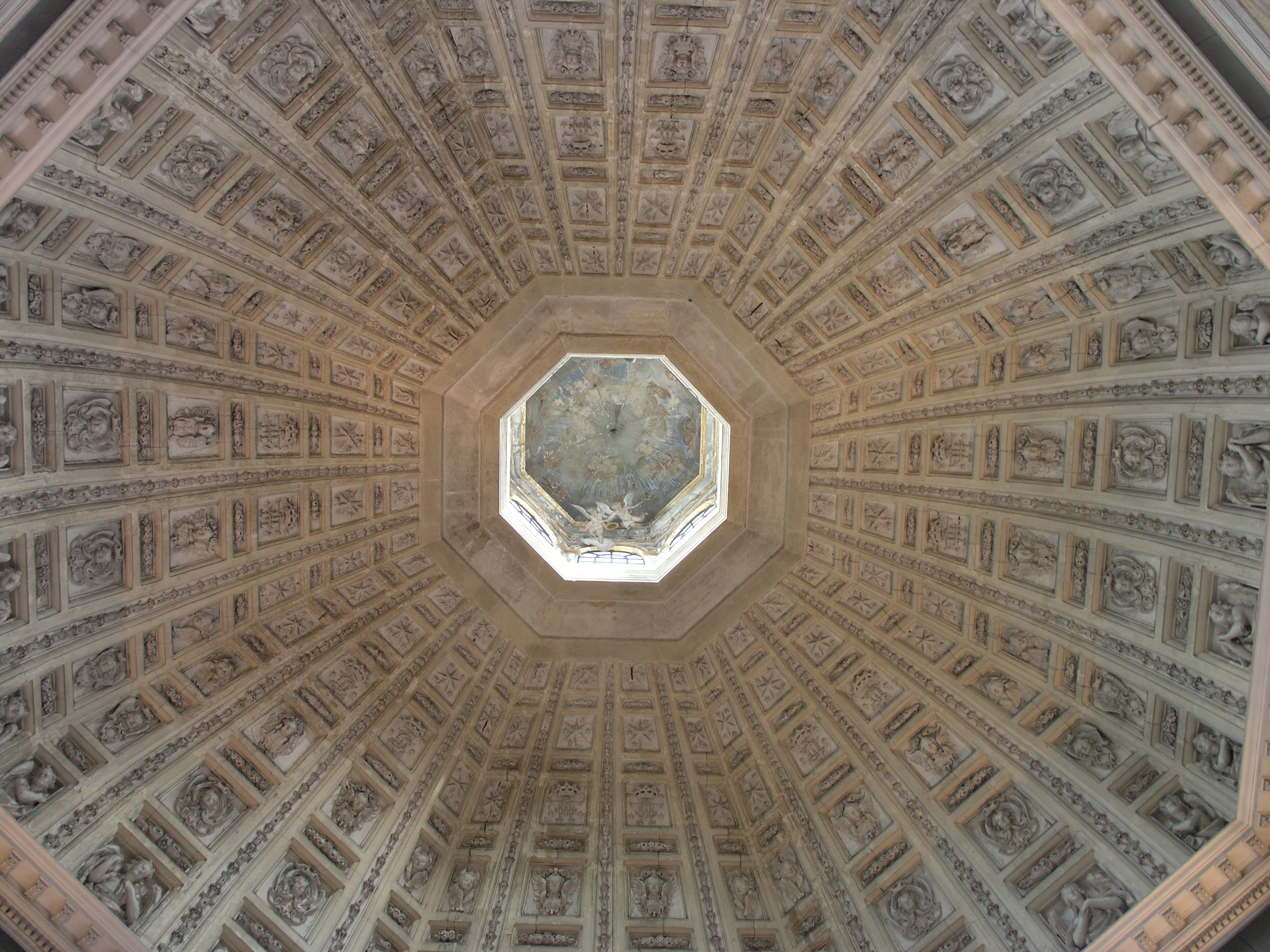
Cupola della cappella ducale, Museo della Lorena

Sulla soglia della cappella, una targa in legno sigilla l'ingresso alla cripta che ospita le tombe dei duchi di Lorena. L'accesso è vietato al pubblico, perché la cripta rimane proprietà della famiglia Asburgo-Lorena, i cui membri la visitano regolarmente. Così ogni terza domenica di ottobre, nella chiesa dei Cordeliers, viene celebrata una messa in memoria dei duchi di Lorena, spesso alla presenza dei familiari. All'ingresso della cappella, una targa in marmo ricorda il passaggio di illustri visitatori in queste mura: Maria Antonietta d'Austria, figlia dell'ultimo duca di Lorena Francesco III o di suo fratello, l'imperatore Giuseppe II; nel XIX secolo, gli imperatori Francesco II e Françesco Giuseppe, i sovrani di Francia Carlo X, Luigi Filippo e l'imperatrice Eugenia vennero e si fermarono in raccoglimento.
La cappella, simbolo del potere monarchico in Lorena, fu saccheggiata durante la Rivoluzione francese, e le spoglie ducali furono gettate in una fossa comune nel cimitero di Boudonville o nel cimitero delle III Case, non lontano da lì. Fu restaurato sotto Luigi XVIII, su richiesta della famiglia Asburgo-Lorena; i corpi dei duchi di Lorena sono poi ritornati nelle loro tombe durante un'ultima cerimonia funebre. Fino alla prima guerra mondiale la Casa d'Asburgo mantenne un cappellano annesso alla chiesa.
Nel 1937, la nuova versione del Museo ricevette la custodia dei locali, a seguito di un accordo tra la città, il servizio dei monumenti storici e il vescovo di Nancy.
Nel 1951, l'arciduca Ottone d'Asburgo scelse la chiesa dei Cordeliers per celebrare il suo matrimonio con la principessa Regina di Sassonia-Meiningen.

## Collezioni

### Palazzo ducale

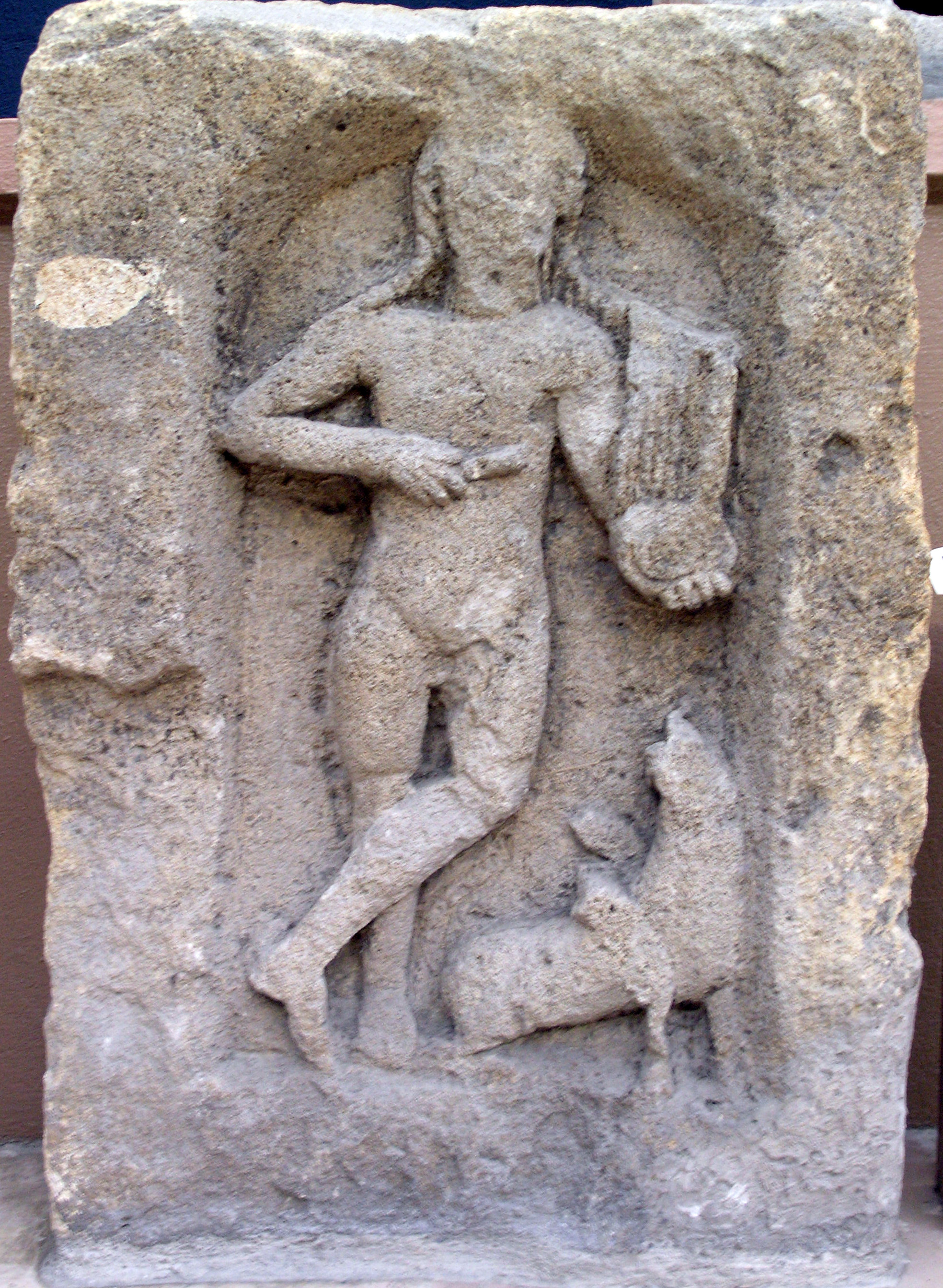
Stele di Apollo.
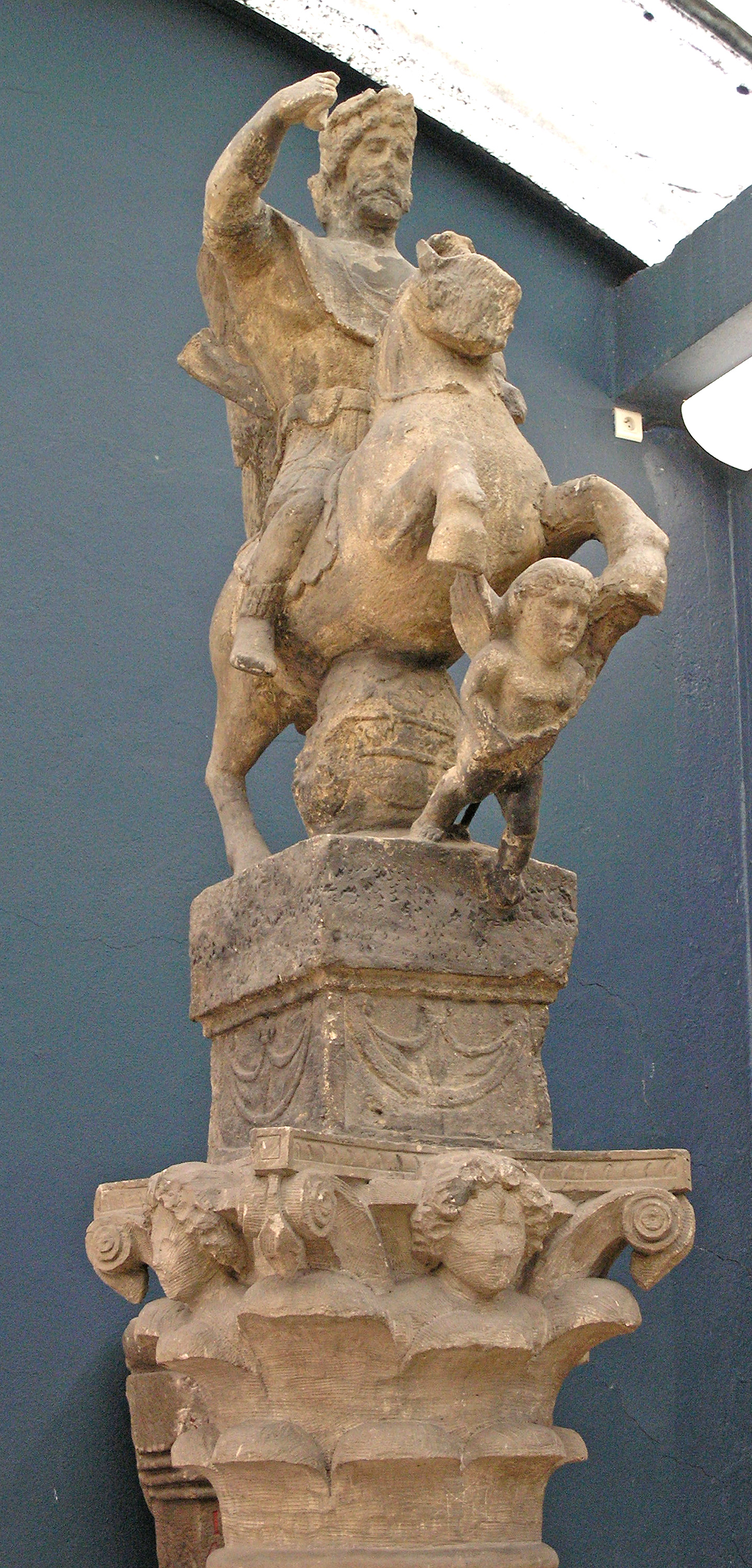
Giove.
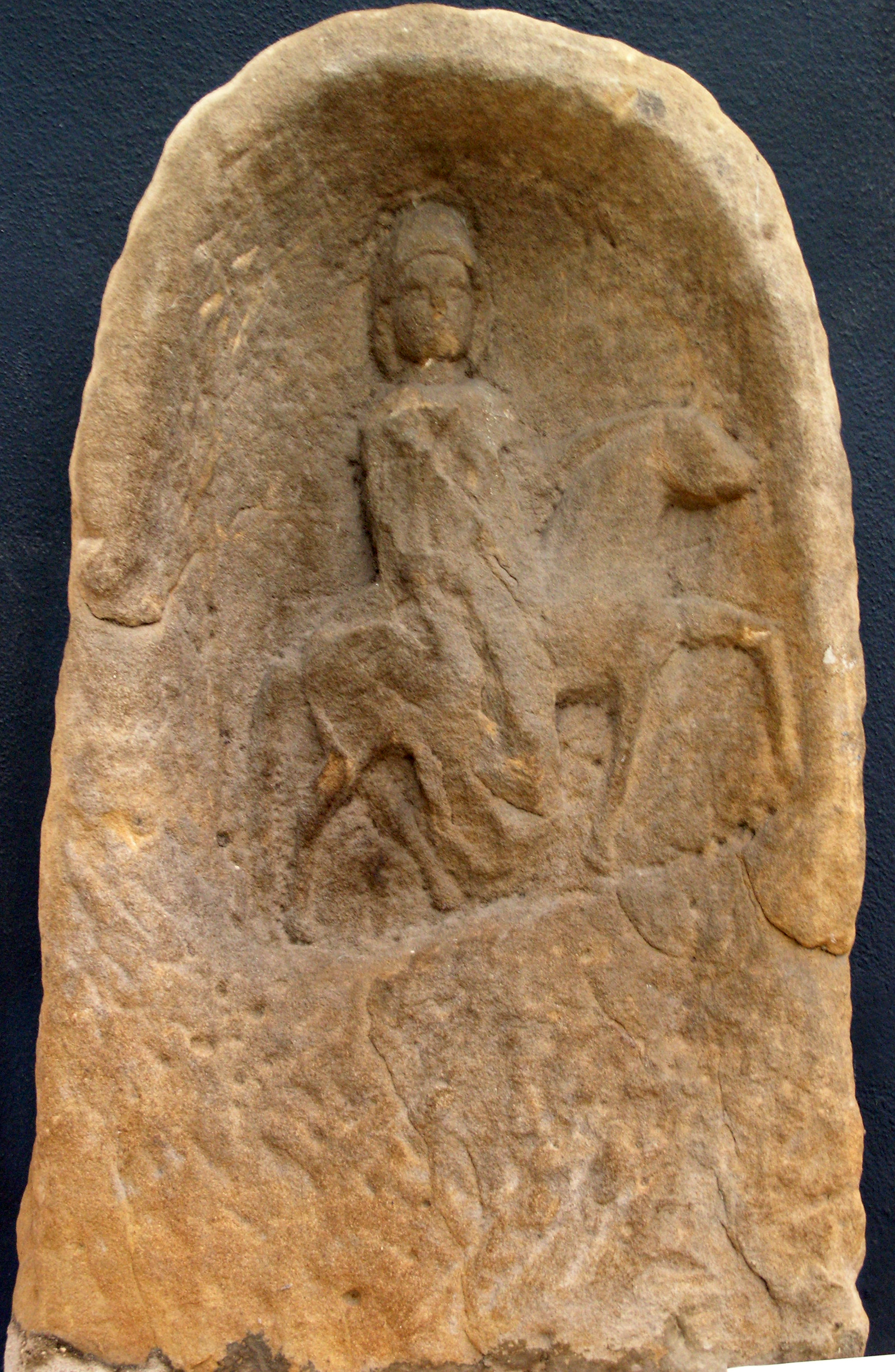
Epona.

Il Palazzo Ducale raccoglie collezioni di storia dell'arte, dall'antichità al XIX secolo. Il circuito di visita è stato predisposto per seguire una progressione cronologica:
- L'edificio sul retro del cortile ospita le collezioni archeologiche in tre sale. 
  - Una sala dedicata alla preistoria: Paleolitico, Neolitico, Età del bronzo ed Età del ferro. Il Tintinnabulum è uno dei capolavori di questa sezione, un oggetto enigmatico proveniente da un tesoro della tarda età del bronzo, portato alla luce nella città di Frouard (Meurthe e Mosella) nel XIX secolo.
  - La seconda sala è dedicate alla Gallia romana, in particolare ospita il materiale ricavato dagli scavi effettuati nei siti di Grand (Vosgi) e Dieulouard (Meurthe e Mosella).
  - Un'ultima sala ripercorre la vita quotidiana nella Lorena franca e merovingia, presentando in particolare il contenuto di numerose sepolture provenienti dalle necropoli di Liverdun ( Meurthe e Mosella) o Gondrecourt (Mosa).

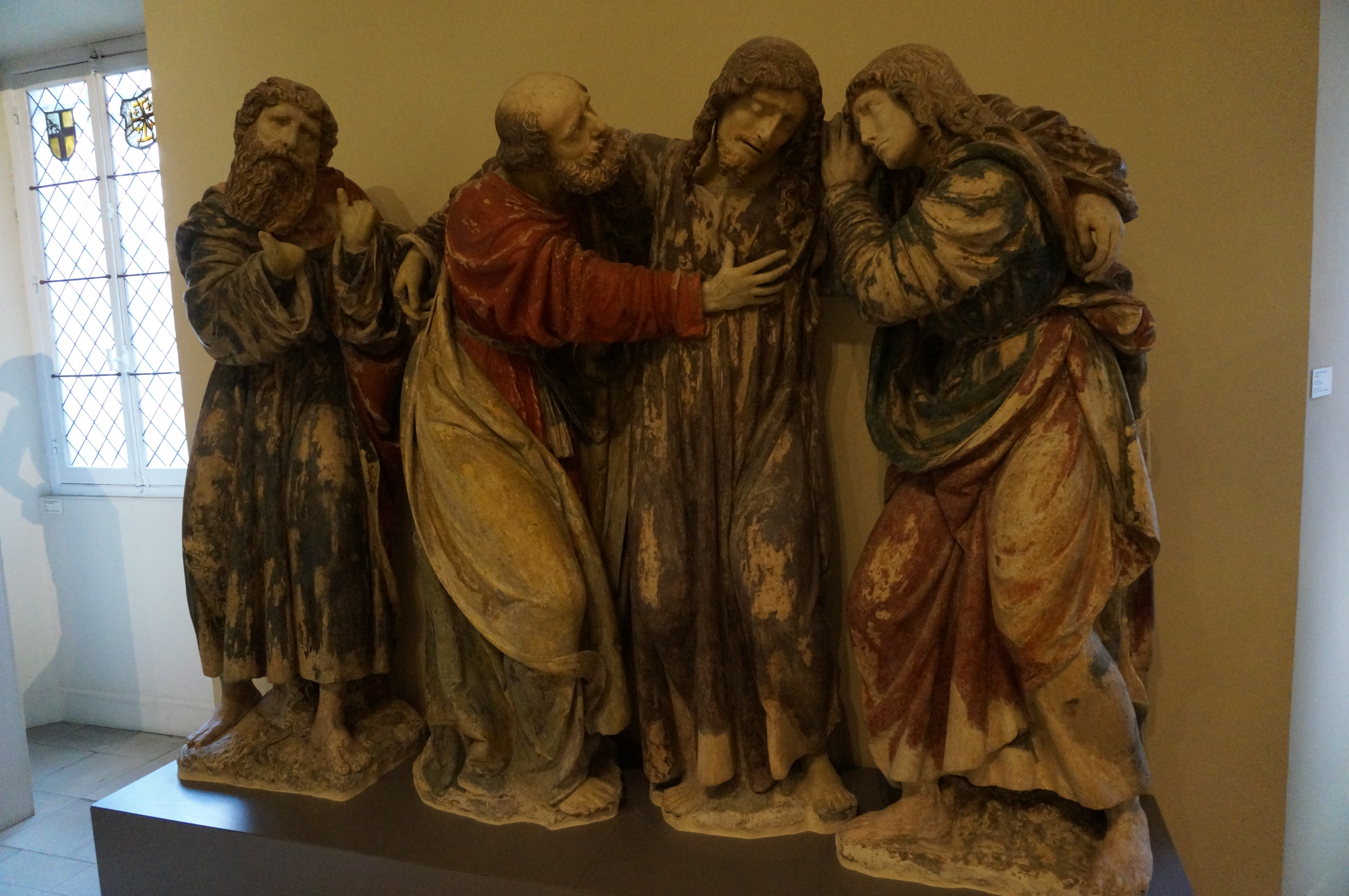
Il giardino degli ulivi.
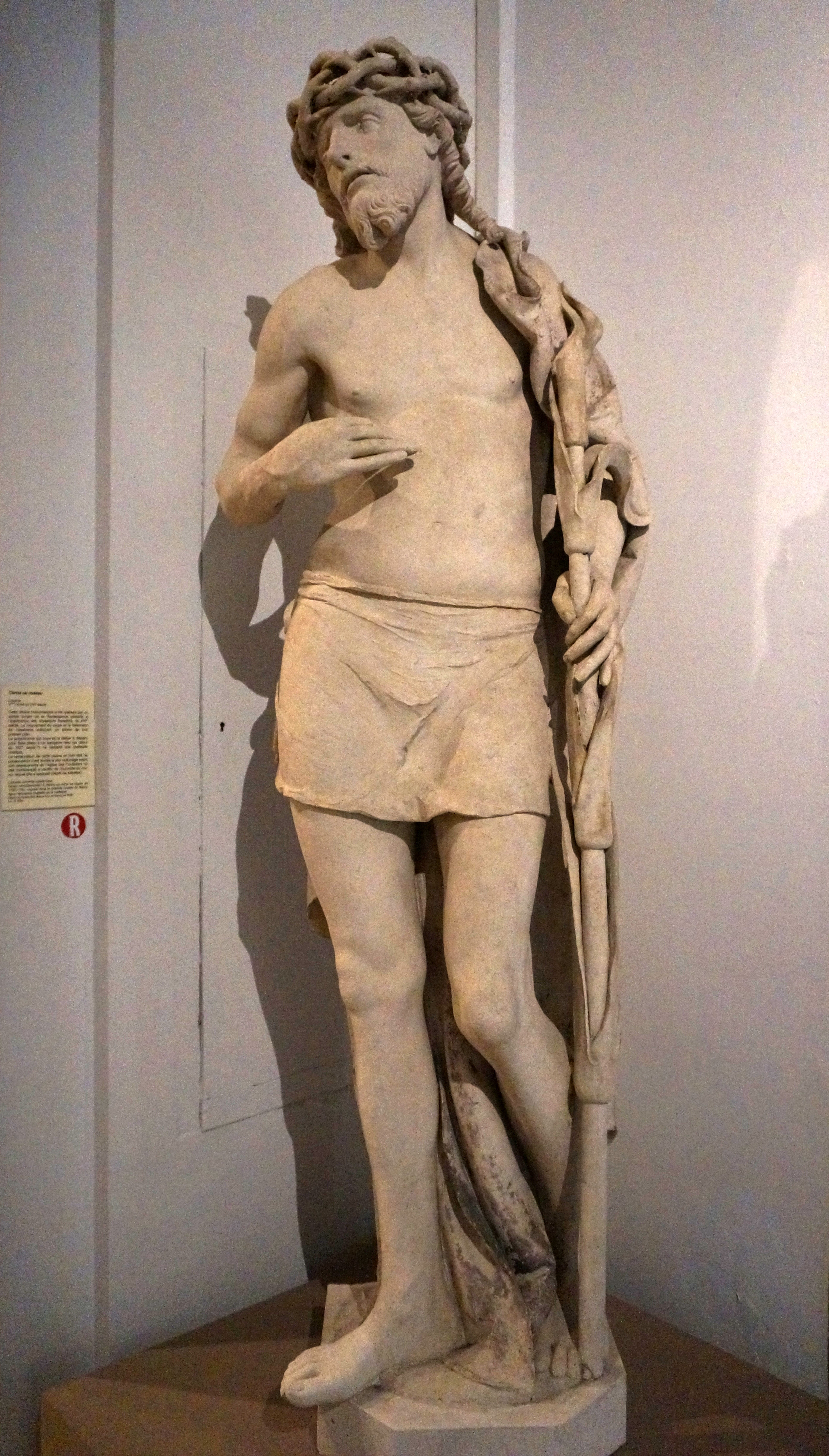
Cristo alla canna.
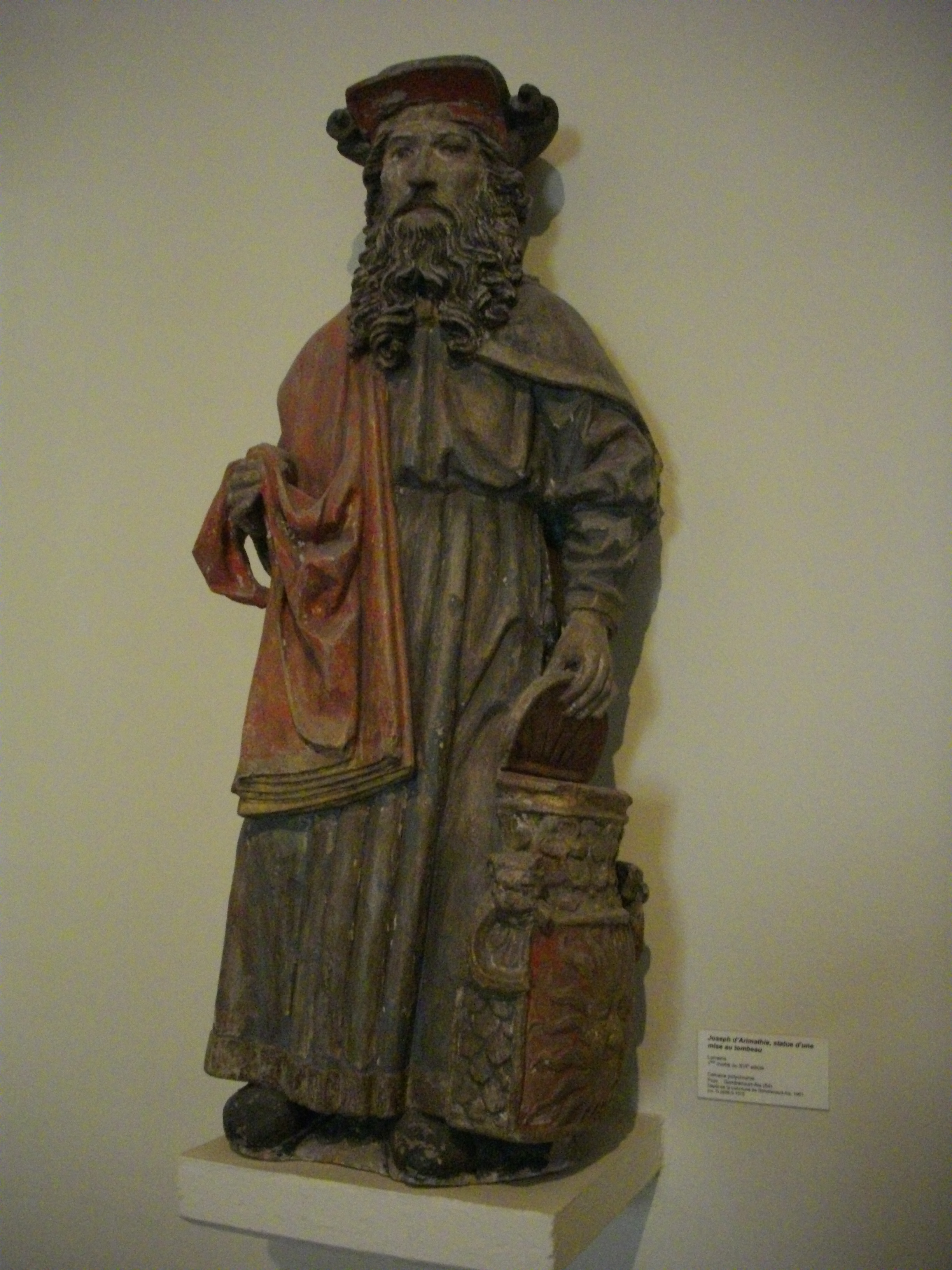
Giuseppe d'Arimatea.
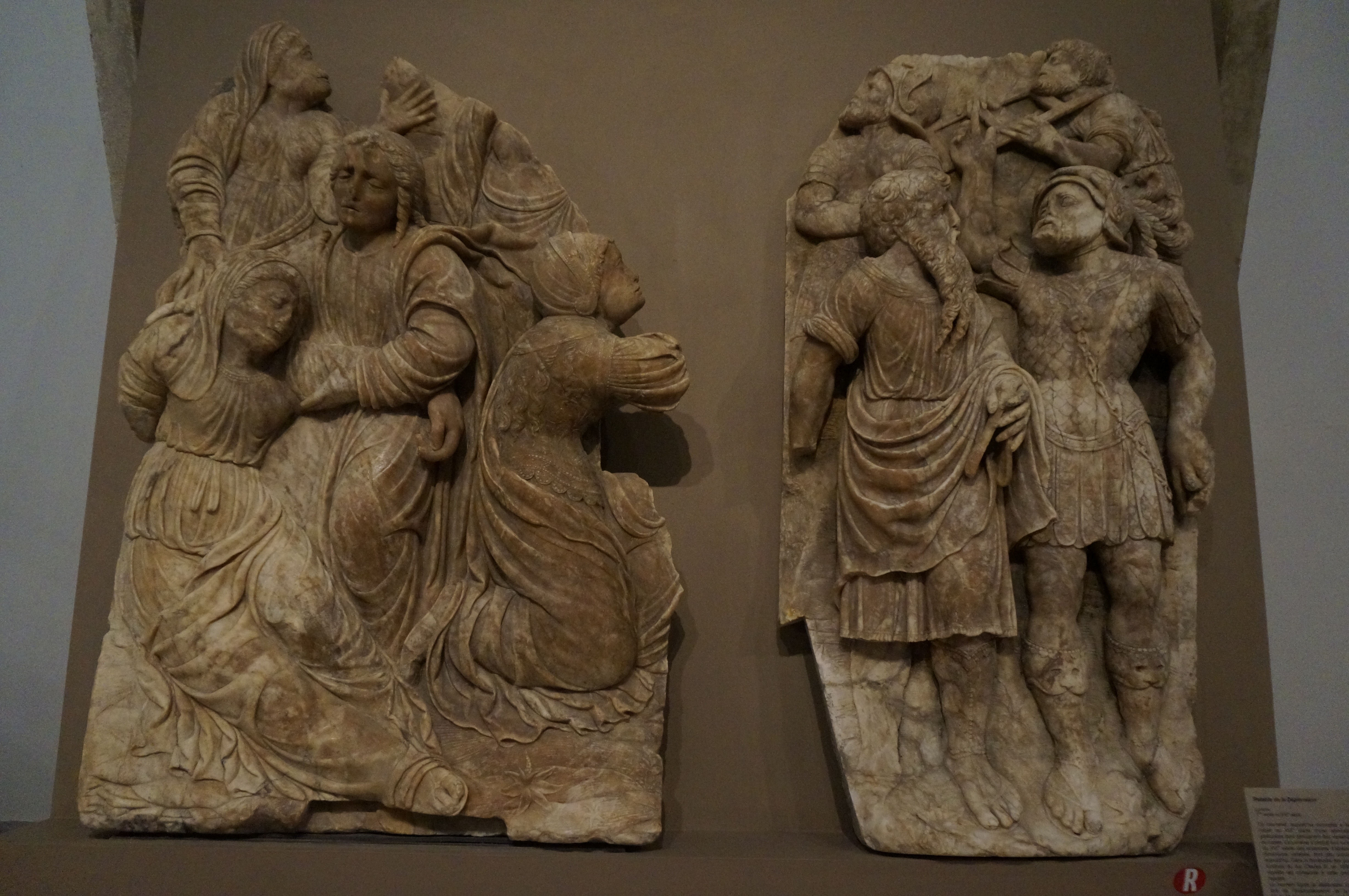
Marmo del lamento.
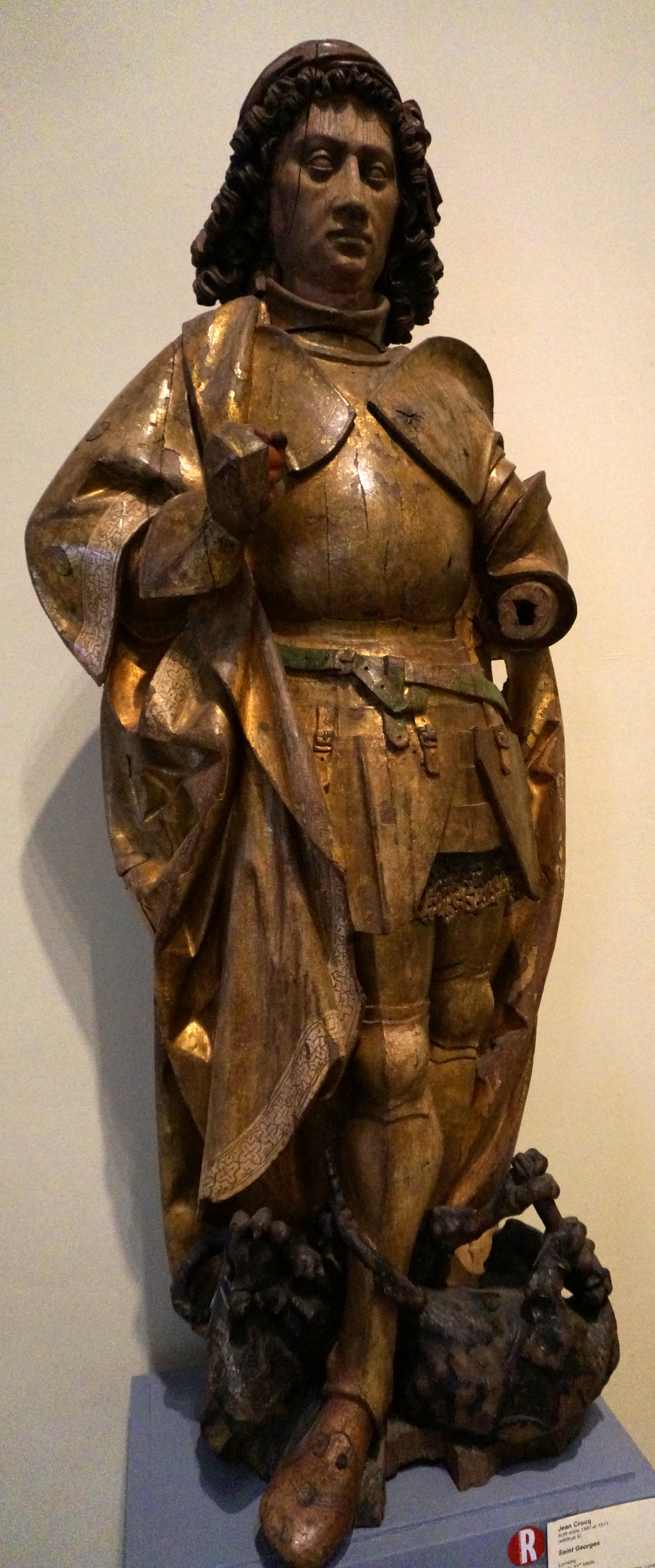
Saint-Georges, scultura in legno di Jean Crocq.

- Il piano terra del Palazzo Ducale ospita una sezione dedicata al Medioevo, dalle Crociate al Rinascimento con una ricca collezione di arte sacra: da notare il gruppo del Ritorno del Crociato, scultura del XII secolo, precedentemente collocata nella chiesa dei Cordeliers. La scuola di Saint-Mihiel o scuola di Ligier Richier è rappresentata anche da un Cristo nell'orto degli Ulivi, imponente altorilievo della fine del XVI secolo.
- Primo piano:

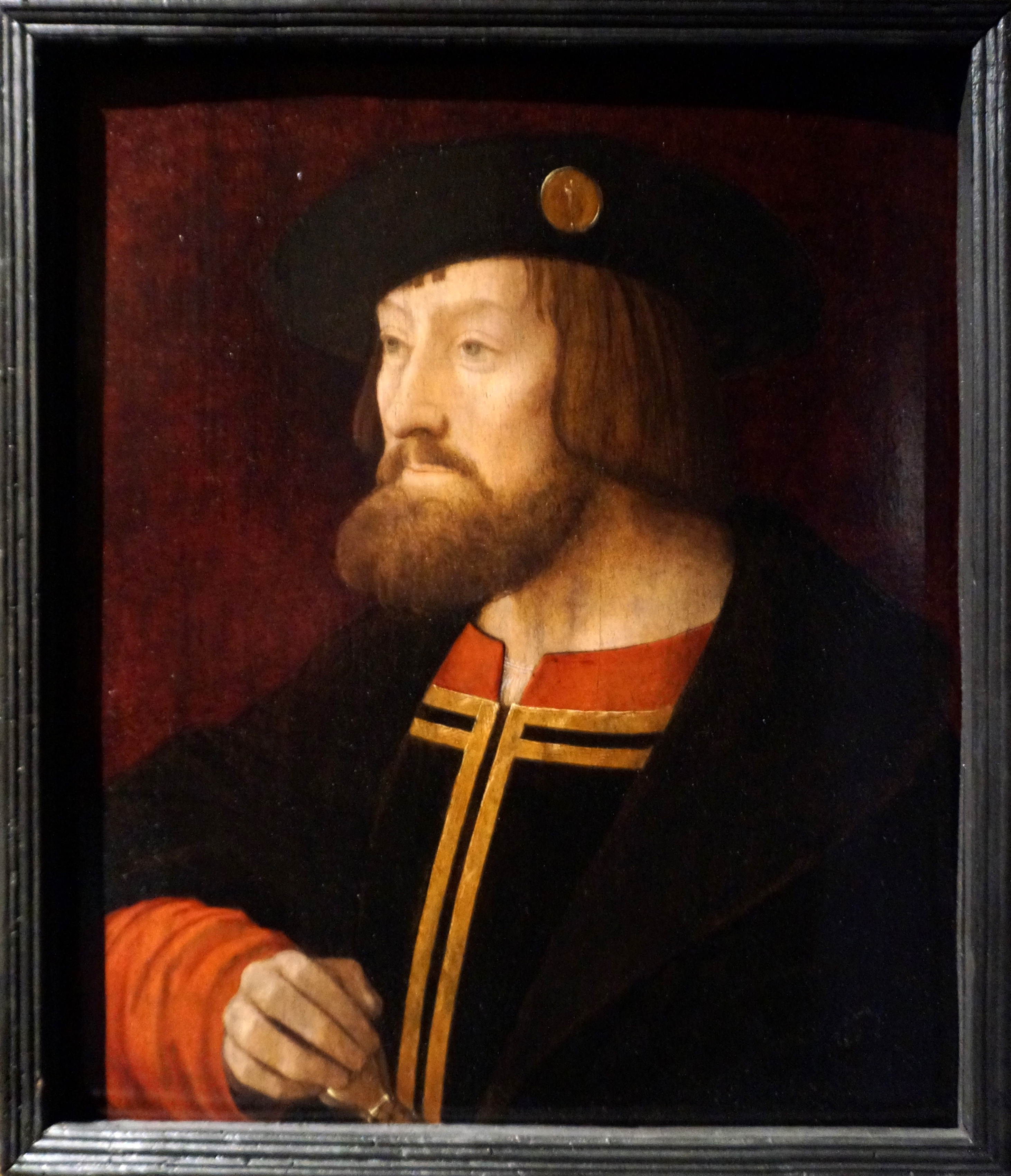
Antoine de Ville, 1507 scudiero di René II, dipinto della Lorena.
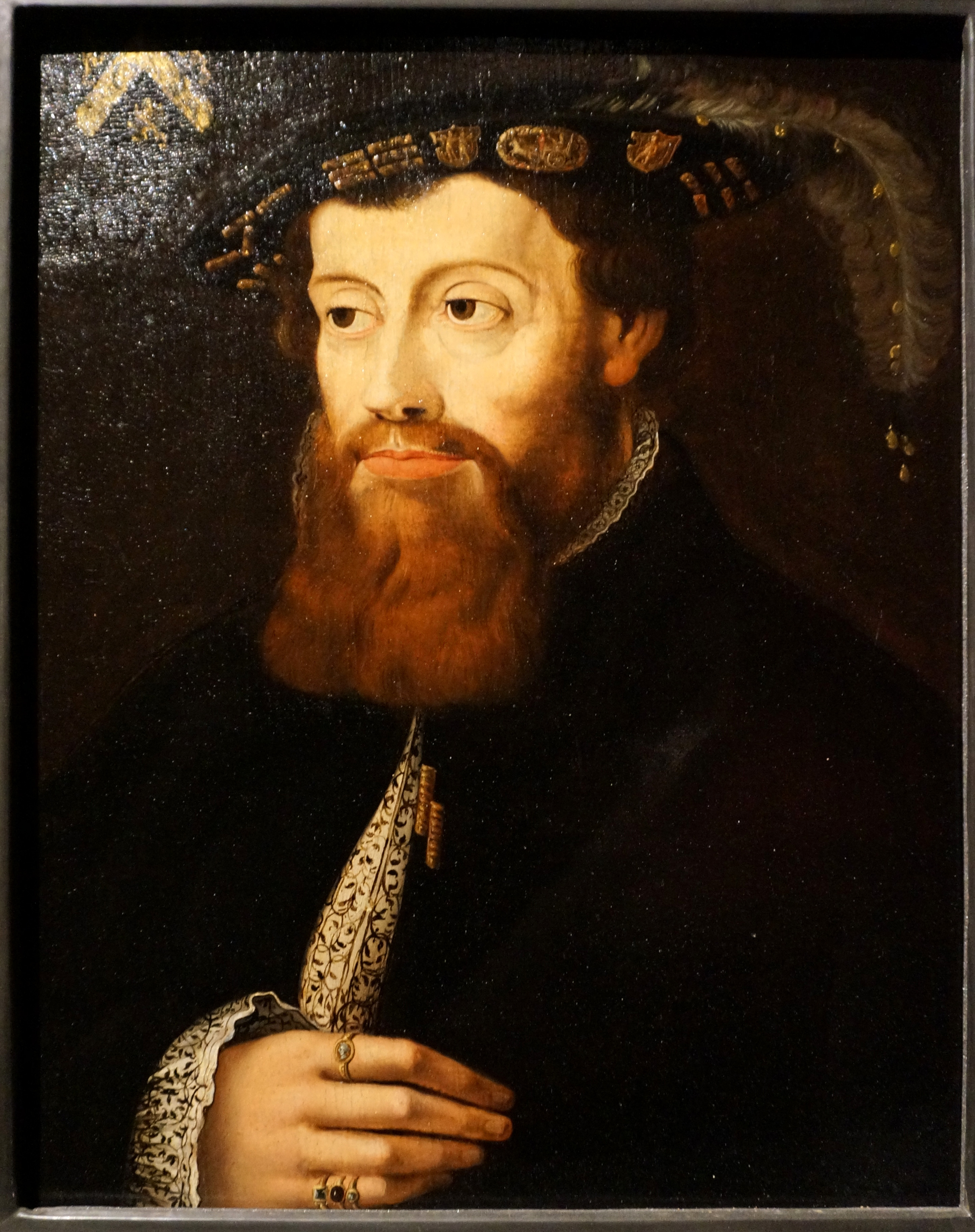
Didier Pariset ~ 1540, pittura lorenese.
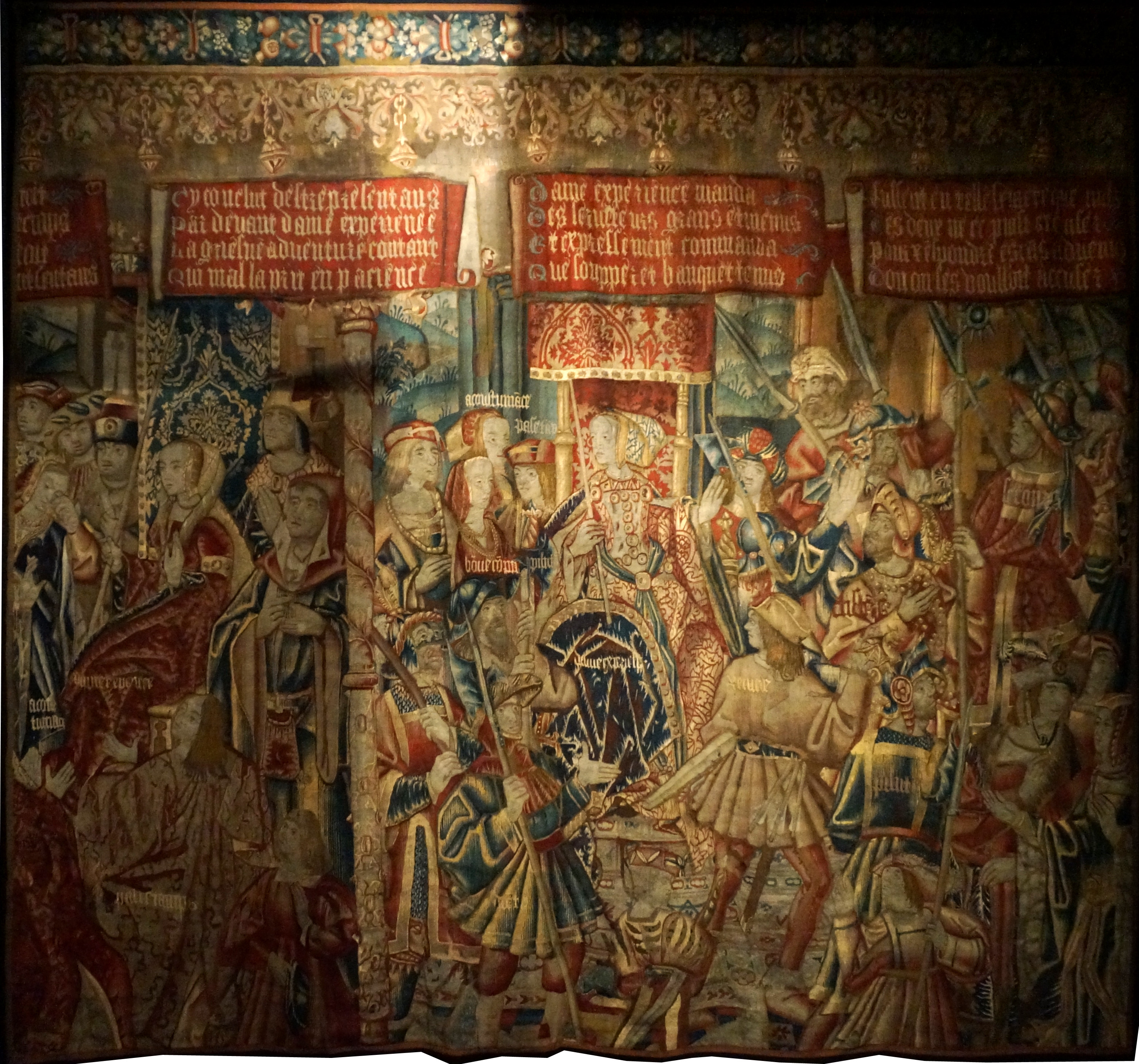
Arazzo di Tournais Condamnation de Banquet.
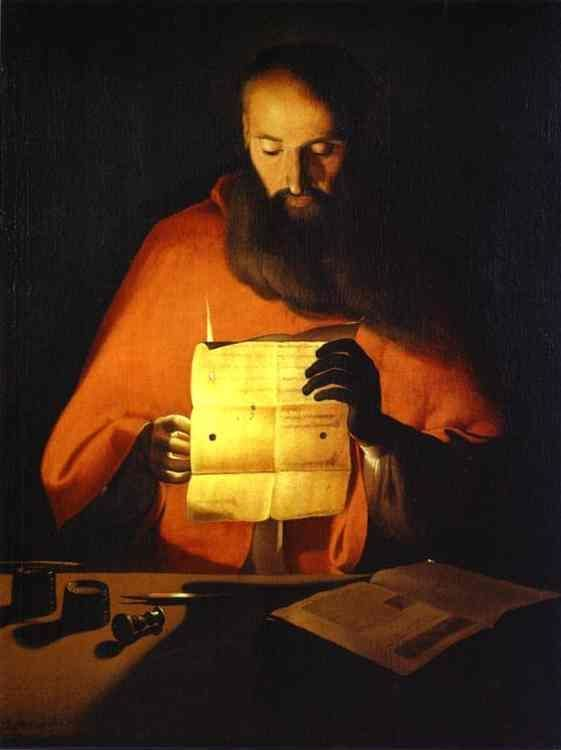
Lettura di St-Gérome, Georges de la Tour.

- - A sinistra della scalinata, verso la Galerie des Cerfs, tre sale sono state riprogettate nell'autunno del 2013 per accogliere collezioni esclusivamente dedicate al Rinascimento. Capolavori dell'orificeria del XV e XVI secolo, i 31 pezzi del tesoro di Pouilly-sur-Meuse sono ora permanentemente esposti, così come il modello della città di Nancy nel 1611 dalla mostra "La città rivelata - intorno alla nuova città di Carlo III" presentata al Palazzo del Governo dal 1 febbraio al 31 agosto 2013, nell'ambito delle festività "Nancy 2013 - L'effetto Rinascimento ". Nell'ultima sala sono presentati gli ultimi due arredi ducali giunti fino a noi (Arazzo della Condamnation de Banquet e letto del Duca Antoine).

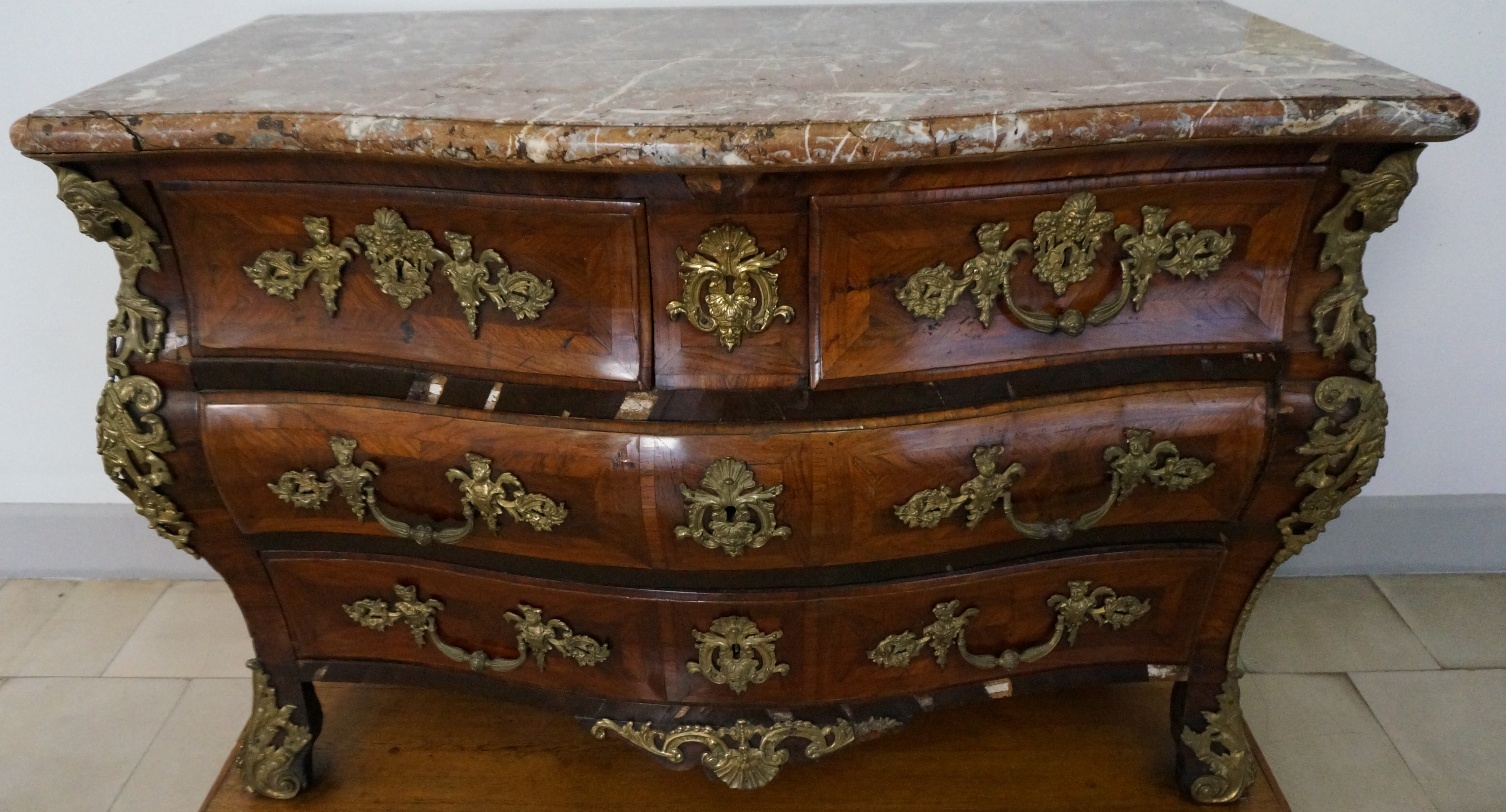
Tomba in stile Louix XV inizio XVIII secolo
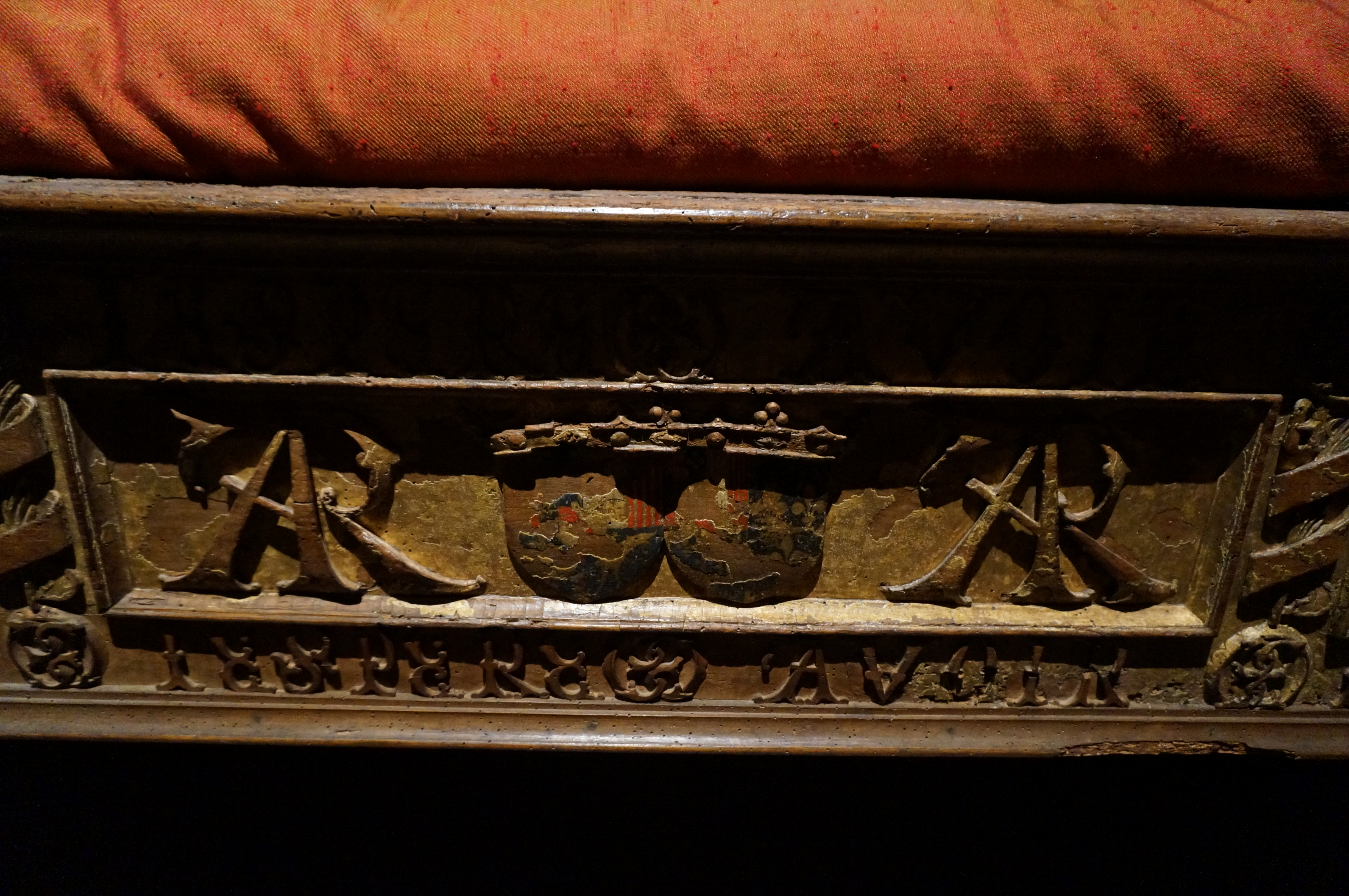
Il letto del duca con il motto spera di avere.
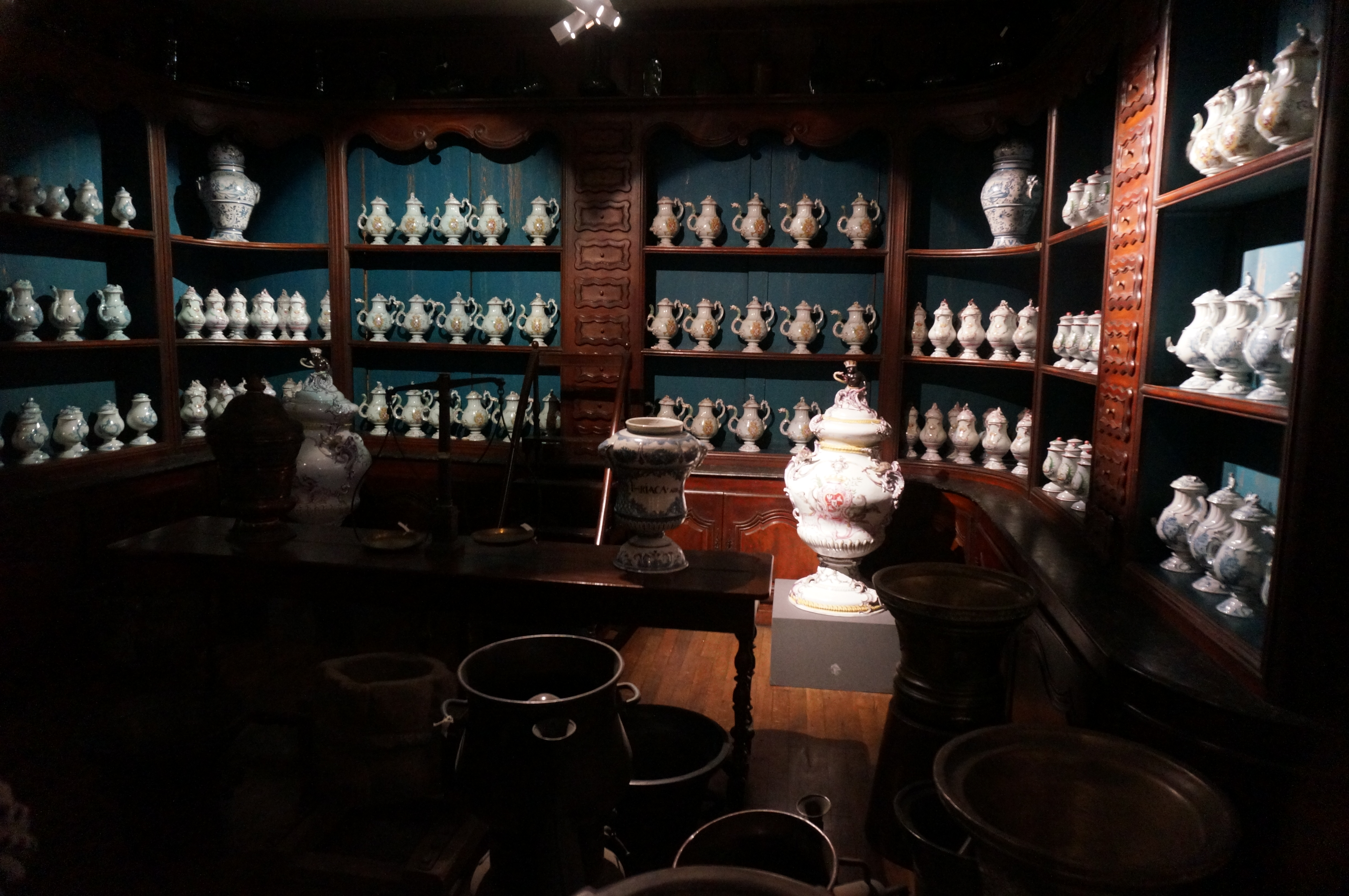
Armadietto della farmacia e i suoi vasi in ceramica.
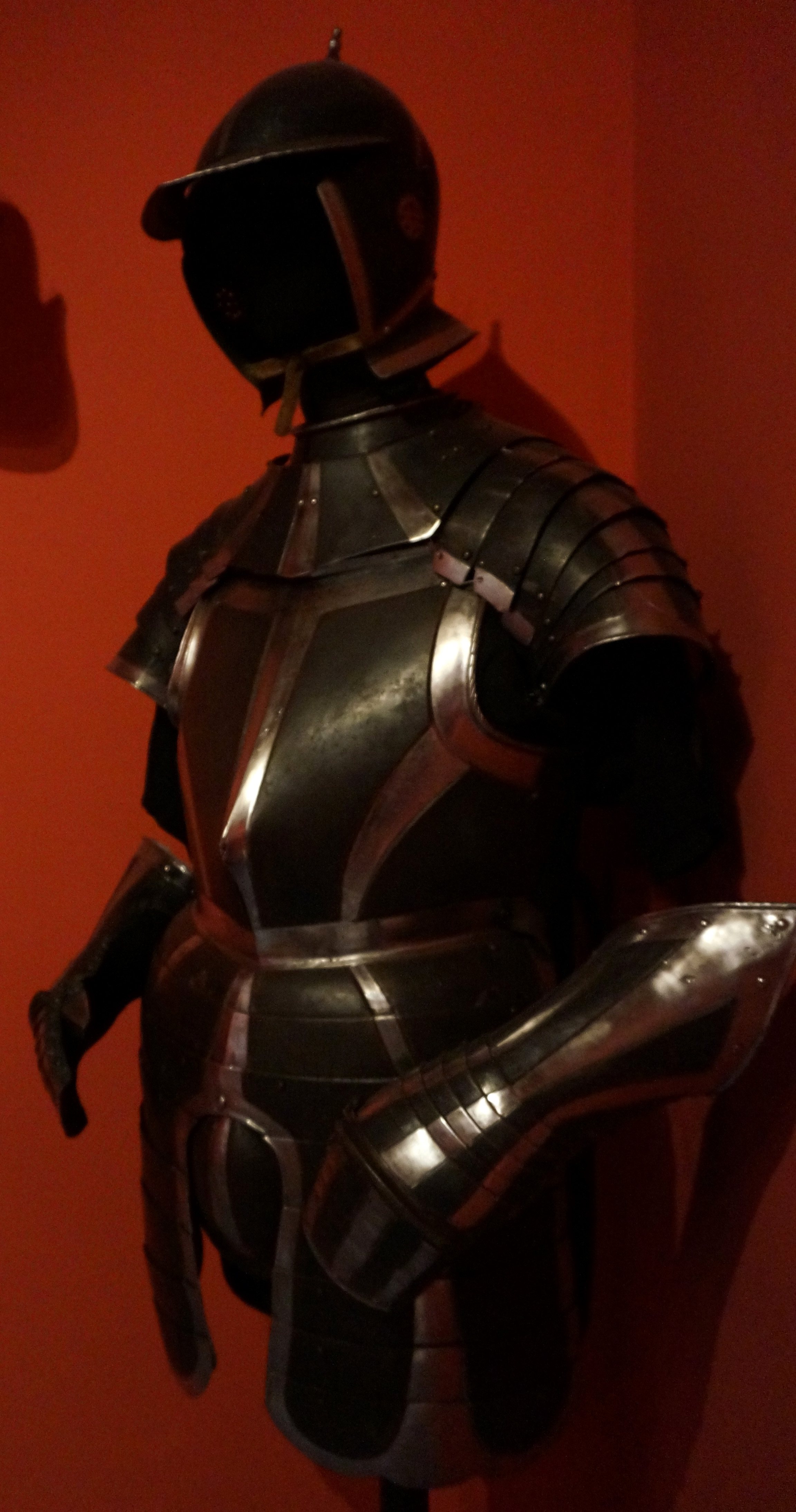
Armatura.

- - A destra dello scalone, la cosiddetta galleria Leopoldo ripercorre la vita artistica e intellettuale del ducato di Lorena dal Cinquecento al XVIII secolo, e si apre su una prima sala dedicata a famosi pittori lorenesi del XVII secolo, in particolare Georges de la Tour e alla sua Femme à la puce, capolavoro in chiaroscuro (1638), accompagnata da una videointerpretazione dell'artista contemporaneo Sylvain Lang (2007). Alla fine della galleria è allestito un percorso attraverso le collezioni di terracottaìì delle grandi fabbriche locali (Lunéville, Saint-Clément, Niderviller) dove è possibile vedere un tavolo decorato con biscuit in terra della Lorena, che presenta la leggenda di Leda e il cigno, scolpito da Paul-Louis Cyfflé tra il 1766 e il 1780.

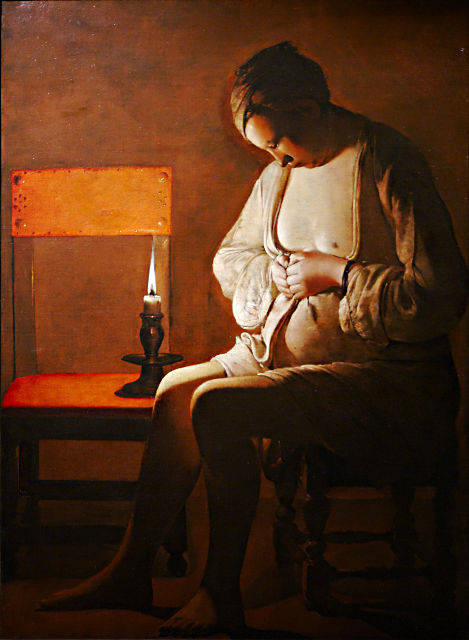
La Femme à la puce di Georges de la Tour
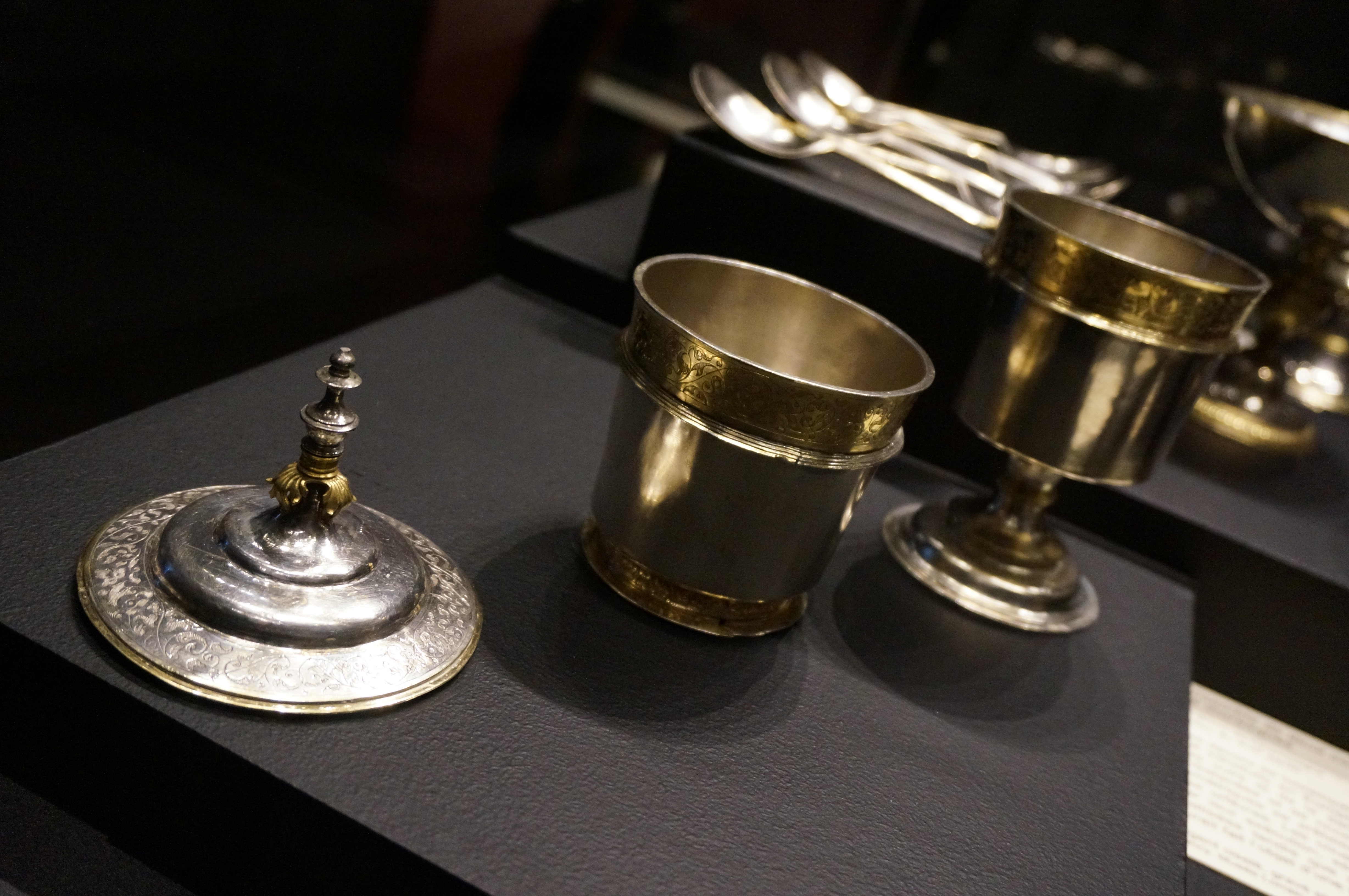
Trésor de Pouilly.
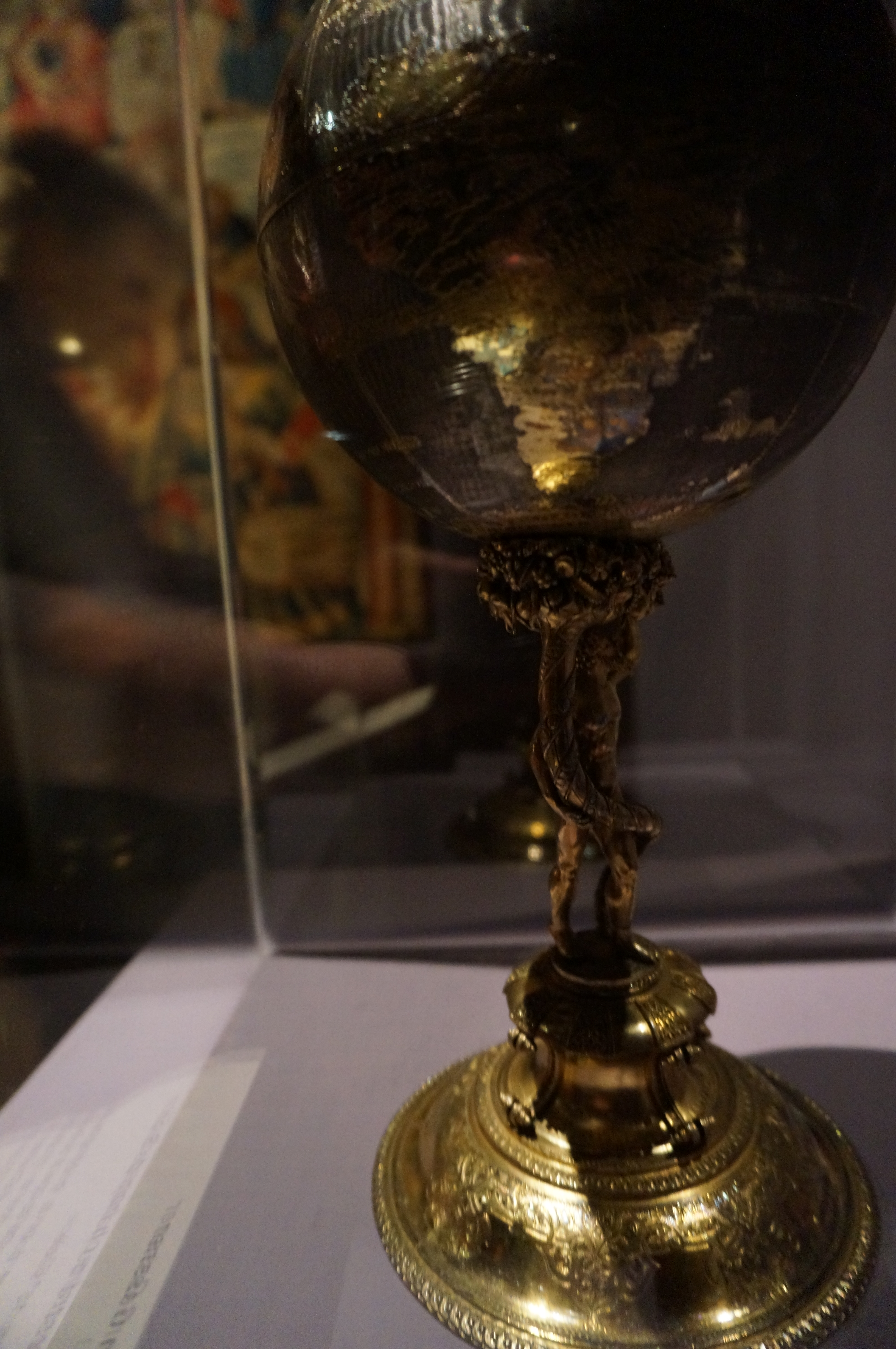
Hanap de Sion, mappamondo.
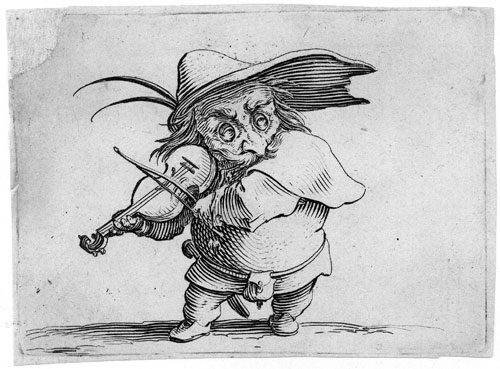
Les Gobbi, Jacques Callot, 1621 - 1625.
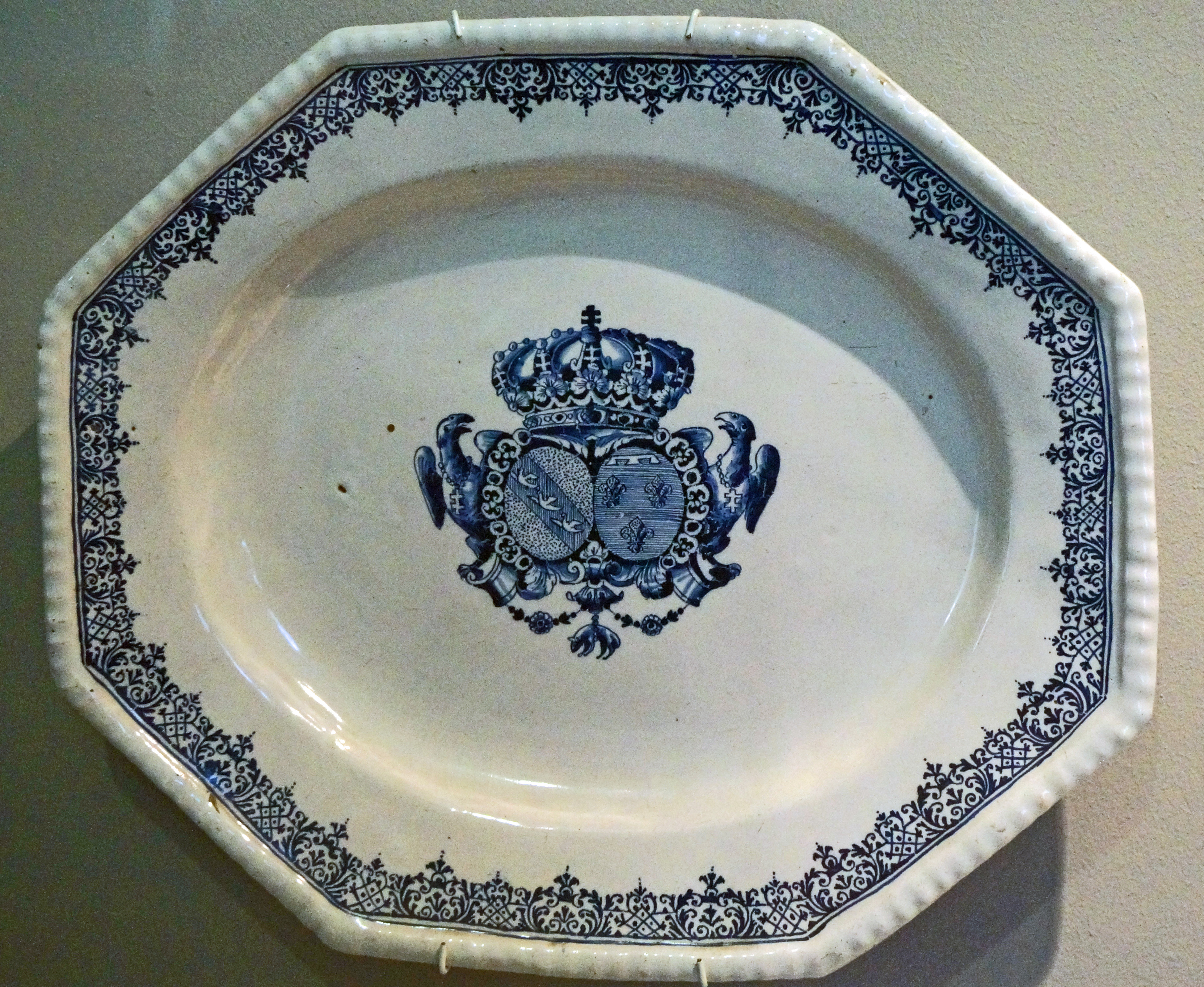
[Faïence de Moustiers.
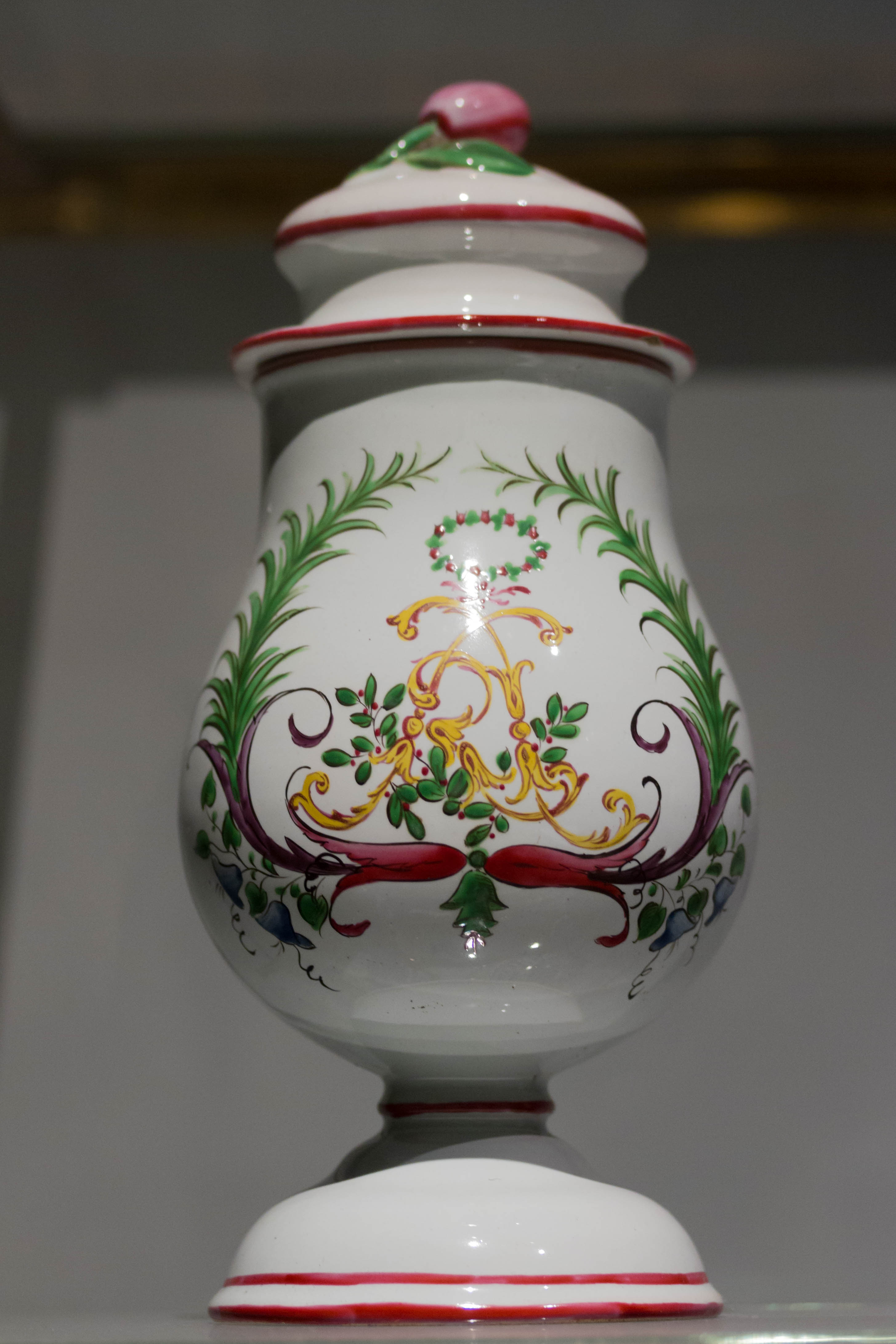
Vaso galenico, Niderviller, 1780 circa

- Al secondo piano:
  - A sinistra della scala, una piccola sala espone alcune opere chiave dell'incisore lorenese Jacques Callot. L'allestimento è provvisorio[13].
  - Il resto del piano è dedicato a Stanislas Leszczynski, re deposto di Polonia che divenne Duca di Lorena dal 1737 fino alla sua morte nel 1766, quando il Ducato entrò a far parte del Regno di Francia. Consente di scoprire l'arte di vivere durante l'Illuminismo alla corte di Lunéville (Le grand rocher de Lunéville, di André Joly, seconda metà del XVIII secolo), e la ricostruzione di un piccolo gabinetto scientifico dell'epoca, che espone in particolare il microscopio di Stanislas (1751).

### Chiesa e convento dei Cordeliers
Il convento dei Cordeliers ospita le collezioni d'arte e tradizioni popolari del Museo, intorno alla vita artigianale e quotidiana della Lorena rurale.
- Al piano terra, una recente sezione intitolata "Dall'albero alla sedia" rievoca la lavorazione del legno, molto presente in Lorena, dalla scelta delle specie, alla falegnameria e ebanisteria, compreso l'abbattimento, il trasporto a slitta o fluviale, e la ricostituzione di una falegnameria  (XVIII-XIX secolo).
- Al primo piano, delle tipiche ricostruzioni interne raffigurano la vita nelle campagne lorenesi dal XVI all'inizio del XX secolo; si può vedere una ricca collezione di mobili (cassapanche, armadi lorenesi, alcove e altro), oggetti di uso quotidiano legati alla casa e al cibo.

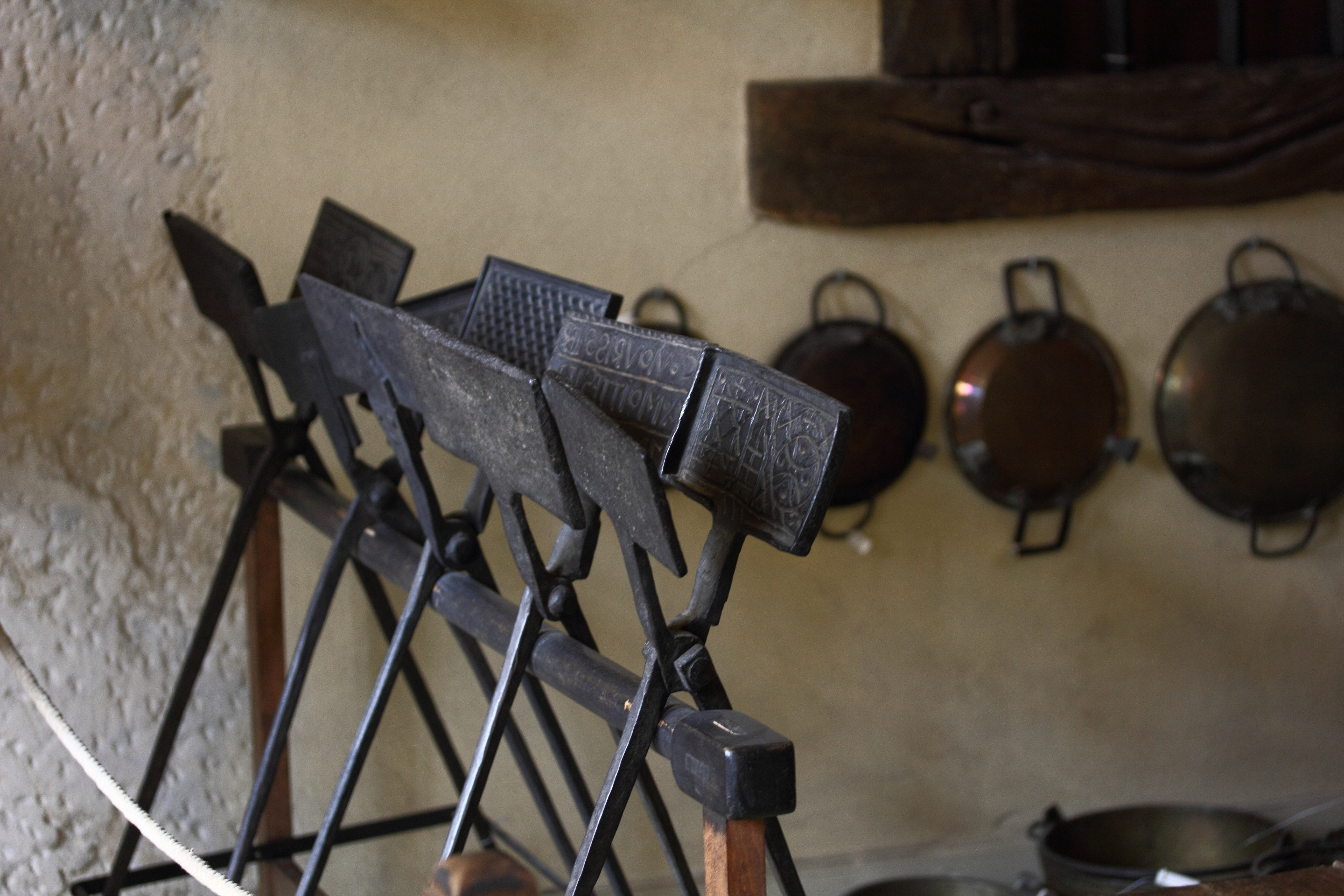
Stampi per cialde, XIX secolo, sezione “Arti e tradizioni popolari”, Museo della Lorena.

## Visitatori
Il grafico sottostante mostra l'evoluzione delle presenze al Museo della Lorena tra il 2006 e il 2012.

## Programmazione in cantiere
Il museo è in fase di ristrutturazione e il Palazzo Ducale è chiuso ai visitatori. Rimane accessibile solo la chiesa dei Cordeliers, con una mostra dedicata a "Nancy, capitale dei duchi di Lorena" e che beneficia di un programma culturale.
Dal 2020 e per tutta la durata dei lavori, il Museo della Lorena offre conferenze o mostre fuori dalle sue mura, in collaborazione con il Comitato di storia regionale (regione Grand Est), il castello di Lunéville, il museo di Commercy e il museo del Louvre.

## Progetto di ristrutturazione
Il Museo è impegnato, da più di un decennio, in un processo di ristrutturazione ed ampliamento che dovrebbe portare, nel 2020, alla completa ristrutturazione degli spazi espositivi e all'integrazione del Palazzo del Governo nello spazio museale.
L'agenzia parigina Dubois &amp; Associés, vincitrice del concorso internazionale di architettura lanciato per l'occasione, ha recentemente svelato il suo progetto: una lunga ala di ricevimento vetrata, che farà da collegamento tra il cortile del Palazzo Ducale e il giardino del Palazzo del Governo, sostituirà gli edifici attuali e consentirà l'accesso sotterraneo al museo "come al Louvre". L'agenzia ha già al suo attivo la nuova estensione del Musée des beaux-arts de Caen (1994), il Musée des Beaux-Arts de Lyon (1998) e il museo Toulouse-Lautrec diAlbi (2007).
Con uno stanziamento provvisorio di circa 40 milioni di euro e un'innovativa pianificazione, per l'autunno 2015, il progetto sarebbe uno dei più importanti progetti culturali realizzati Francia.

## Conservatori
Il museo è attualmente gestito da un gruppo di tre curatori del patrimonio museale. Il direttore del museo è Richard Dagorne.